# Hélène Cuenat
Hélène Cuenat, née le 3 février 1931 à Strasbourg et morte le 18 mai 2022 à Noisy-le-Grand, est une militante anticolonialiste française, « porteuse de valise » et membre du réseau Jeanson de soutien au FLN algérien. Elle a fait partie des évadées de la prison de la Roquette en 1961.   

## Biographie
Hélène Cuenat naît dans une famille d'enseignants. Elle a deux frères. Son enfance se passe dans le sud de la France à Nice, Nîmes et Cannes. Elle fait hypokâgne et khâgne à Lyon. Elle devient ensuite professeur de Lettres à Paris. En 1953, elle épouse André Gisselbrecht, germaniste, universitaire et intellectuel communiste français, avec qui elle a une fille, Michèle.

### Membre du réseau Jeanson et soutien au FLN
En 1954, elle adhère au Parti Communiste Français, à la cellule de la Sorbonne. La découverte de la torture pratiquée par la France dans le contexte de la guerre d'indépendance de l'Algérie, notamment dans les commissariats de Paris, déclenche son engagement pour l'indépendance algérienne. Par l'intermédiaire de son ami Étienne Bolo, elle entre en contact avec Francis Jeanson. 
En 1957, elle s'engage dans le réseau Jeanson, qui apporte un soutien actif au Front de Libération Nationale (FLN) algérien, en contradiction avec la position officielle du PCF. En 1958, elle quitte son poste d'enseignante pour entrer en clandestinité après avoir confié sa fille à ses parents. Elle divorce en 1959 et devient la compagne de Francis Jeanson. 
Elle devient un pilier du réseau Jeanson, et prend en charge principalement le rassemblement et la répartition de l'argent collecté par le FLN auprès des travailleurs algériens en France et destiné à la lutte pour l'indépendance. Elle est en contact à ce titre avec Henri Curiel. En 1960, elle est arrêtée par la Direction de la surveillance du territoire (DST) à son domicile commun avec Francis Jeanson, celui-ci échappant à l'interpellation. Sa résistance durant son interpellation lui vaut le surnom de « la Tigresse » dans la presse française. Durant sa détention provisoire, avec les autres femmes du réseau, elle se met en grève de la faim pour obtenir le statut de prisonnier politique et obtenir la fin de leur isolement. Elle rencontre à ce moment Simone Veil, qui travaille au cabinet du Ministre la Justice, venue négocier avec les détenues.
Son procès, et celui de l'ensemble du réseau Jeanson, est largement relayé dans la presse. Elle est défendue par Roland Dumas. Elle est condamnée le 1er octobre 1960 à dix ans de prison par le tribunal militaire. Elle est incarcérée avec ses camarades de luttes à la prison pour femmes de la Petite Roquette. Son année d'incarcération est pour elle une « année privilégiée, à la fois expérimentale et fondatrice », du fait de l'absence d'hommes et de hiérarchie dans leurs relations.

### Evasion de la Petite Roquette
Le 25 février 1961, elle s'évade avec cinq de ses camarades du réseau Jeanson : Micheline Pouteau, Jacqueline Carré, Didar Fawzy-Rossano, Zina Haraigue et Fatima Hamoud, après avoir scié les barreaux d'une fenêtre et confectionné une corde faite d'un mélange de bas en nylon, chiffons, fil électrique et de corde à linge. 
L'évasion de cette prison est inédite et est largement commentée par la presse,,. Hélène Cuenat fuit au Maroc, avant de rejoindre l'Algérie à l'indépendance,.

### Pied-rouge et témoin des luttes pour l'indépendance algérienne
Elle s'installe en Algérie pour dix ans, comme d'autres militants anti-colonialistes surnommés de ce fait les pieds-rouges. Elle vit dans un premier temps à El-Biar, avec Didar Fawsy-Rossano et la journaliste Ania Francos, puis à Alger. Elle travaille au Commissariat à la formation professionnelle, puis dirige un centre de formation de techniciens à Annaba pour la Société nationale de la sidérurgie. Elle se voit attribuer la nationalité algérienne.
Elle rentre en France en 1976 et poursuit une carrière dans la formation professionnelle des adultes au Conservatoire national des arts et métiers jusqu'à sa retraite en 1986.
Elle apparaît par la suite dans plusieurs films consacrés aux Français engagés pour l'indépendance de l'Algérie: Les porteurs de valises de Michel Hermant en 1989, Les Frères des frères, de Richard Copans, en 1992, et Algérie, guerre et paix 2 de Claude Vernick en 2002.
En 2001, elle écrit La porte verte, récit autobiographique notamment de son année d'incarcération.
En 2003, elle apparaît dans le roman de Les Généraux du crépuscule, de Régine Desforges, préparant l'évasion de la prison de la Roquette pour laquelle elle est restée célèbre.